# ماكس ديوتش
ماكس ديوتش (بالفرنسية: Max Deutsch)‏ هو عالم موسيقى وملحن نمساوي وفرنسي، ولد في 17 نوفمبر 1892 في فيينا في النمسا، وتوفي في 22 نوفمبر 1982 في باريس في فرنسا.

## وصلات خارجية
- ماكس ديوتش على موقع IMDb (الإنجليزية)
- ماكس ديوتش على موقع ميوزك برينز (الإنجليزية)
- ماكس ديوتش على موقع ديسكوغز (الإنجليزية)
- ماكس ديوتش على موقع كينوبويسك (الروسية)